# Białe Jezioro (gmina Chmielno)
Białe Jezioro (kaszb. Biôłé Jezoro) – jezioro rynnowe na Pojezierzu Kaszubskim w powiecie kartuskim (województwo pomorskie). Jezioro Białe położone jest na obszarze Kaszubskiego Parku Krajobrazowego i jest jednym z trzech jezior chmieleńskich. Wzdłuż zachodniej linii brzegowej jeziora przebiega Droga Kaszubska. Do niedawna po jeziorze pływał stateczek Białej floty „Damroka”. Jezioro leży na alternatywnej odnodze szlaku wodnego „Kółko Raduńskie”.
Przed 1920 jezioro nosiło  nazwę niemiecką Weißer See.